# Froilán Tiberio Casas Ortíz
Froilán Tiberio Casas Ortiz (Chiquinquirá, 21 de maio de 1948) é um sacerdote colombiano e bispo de Neiva.

## Biografia
Froilán Tiberio Casas Ortiz fez a sua formação filosófica e teológica no Seminário Conciliar de Tunja. Foi ordenado sacerdote em 9 de dezembro de 1972. Continuou os estudos na Pontifícia Universidade Gregoriana de Roma, onde se formou em teologia dogmática. Posteriormente, formou-se em filosofia e ciências religiosas na Universidade São Tomás de Bogotá. Também concluiu seu doutorado em teologia na Pontifícia Universidade Javeriana de Bogotá.
Trabalhou principalmente como conferencista no seminário arquidiocesano, e em 2011-2012 foi seu reitor. Ele também foi, entre outros, pároco de várias paróquias, capelão das Filhas da Caridade em Bucaramanga e vigário episcopal para os assuntos religiosos.

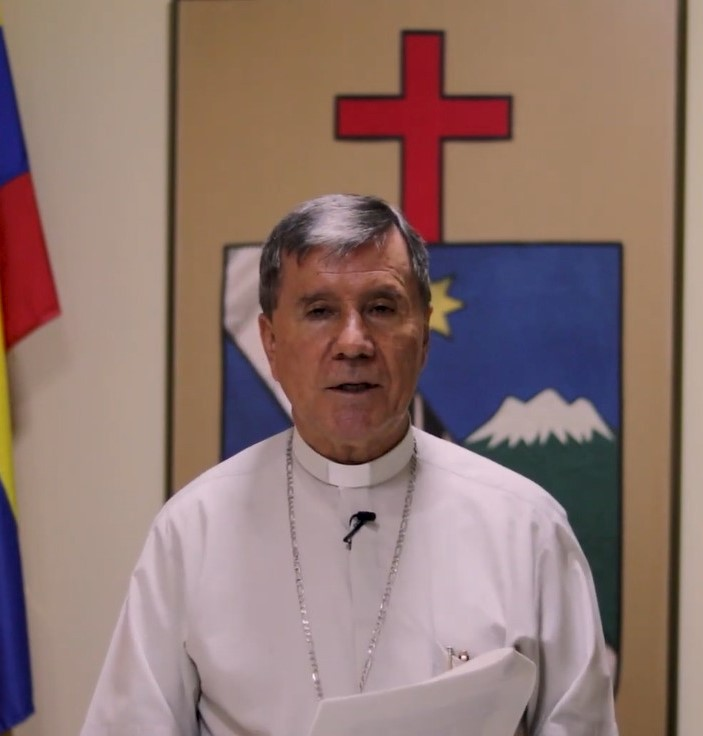
Froilán Casas Ortiz (2022)

O Papa Bento XVI nomeou-o Bispo de Neiva em 4 de fevereiro de 2012. O núncio apostólico na Colômbia, Aldo Cavalli, concedeu-lhe a consagração episcopal em 24 de março do mesmo ano; os co-consagrantes foram Luis Augusto Castro Quiroga IMC, Arcebispo de Tunja, e Edgar de Jesús García Gil, Bispo de Palmira.

Dom Froilán Casas Ortíz tomou posse em 21 de abril do mesmo ano. O Papa Francisco aceitou sua renúncia em 14 de abril de 2023.